# 瓦里班巴區

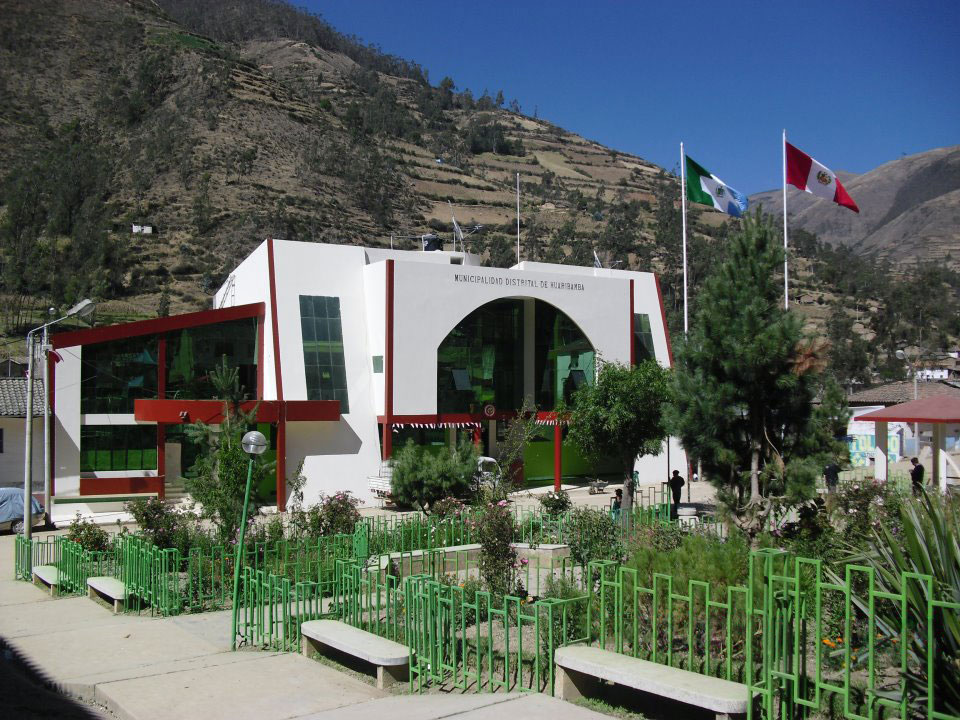

瓦里班巴區（西班牙語：Distrito de Huaribamba），是秘魯的一個區，位於該國中南部萬卡韋利卡大區的塔亞卡哈省，面積359.93平方公里，海拔高度2,996米，2005年人口7,962，人口密度每平方公里22人。